# ذو النون الزبيري الألواحي
يونس بن الحسين بن علي بن محمد بن زكريا، ذوالنون الزبيري الألواحي المصري الشافعيّ، (755 هـ / 1354م - 842 هـ / 1439م)، له اشتغال بالحديث والفتاوى. مولده ووفاته " بالقاهرة. ولد عام 755 هـ الموفق 1354م وكان شديد الحرص على الاستفتاء في الحوادث، فاجتمع عنده من " الفتاوى " ما لو صُنف لجاء في خمس مجلدات، حتى قال له ابن فهد: «استخرت الله وكنيتك أبا الفتاوى!» توفي عام 842 هـ الموافق 1439 م. خُرجت له "مشيخة" وصنف "ردع الجهال عن أشرف العمال - خ".